# ميشيل هاريسون (ممثلة)
ميشيل هاريسون (بالإنجليزية: Michelle Harrison)‏ هي ممثلة أمريكية، ولدت في 24 مارس 1975 في بويالوب في الولايات المتحدة.

## أعمال

### أفلام
- قصة حصار الزنزانة[5]
- حظا سعيدا تشاك[6]
- غير المرئي[7]
- مرثية[8]
- قواعد رودريك[9]

### مسلسلات
- البرق
- في
- هاوس

## وصلات خارجية
- ميشيل هاريسون على موقع IMDb (الإنجليزية)
- ميشيل هاريسون على موقع ألو سيني (الفرنسية)
- ميشيل هاريسون على موقع أول موفي (الإنجليزية)
- ميشيل هاريسون على موقع قاعدة بيانات الأفلام السويدية (السويدية)
- ميشيل هاريسون على موقع قاعدة بيانات الفيلم (الإنجليزية)
- ميشيل هاريسون على موقع كينوبويسك (الروسية)